# قراصنة الكاريبي (سلسلة أفلام)
قراصنة الكاريبي (بالإنجليزية: Pirates of the Caribbean film series)‏ هي عبارة عن سلسلة أفلام فنتازيا وخوارق وعجرفة أمريكية ناجحة مكونة من 5 أفلام، السلسلة بأكملها مبنية على لعبة في حديقة ديزني لاند الشهيرة تسمى قراصنة الكاريبي، حققت السلسلة نجاحًا ضخمًا وإيرادات تجاوزت 3,729,577,967 دولار خصوصًا بعد النجاح الكبير غير المتوقع للجزء الأول قراصنة الكاريبي: لعنة اللؤلؤة السوداء.

## السلسلة

### لعنة اللؤلؤة السوداء
قراصنة الكاريبي: لعنة اللؤلؤة السوداء (2003) (بالإنجليزية: Pirates of the Caribbean: The Curse of the Black Pearl)‏ هو فيلم حركة ومغامرات كوميدي تدور أحداثه في البحر الكاريبي خلال أوائل القرن السادس عشر، ألهمته الجاذبية الشديدة لجولة قراصنة الكاريبي في حدائق ديزني العالمية التي أنشأها والت ديزني بنفسه. أخرج فيلم قراصنة الكاريبي المخرج غور فيربينسكي، وأنتجه جيري بروكهايمر، ليصبح أول إنتاج ديزني يُصنَف للمشاهدين فوق ثلاثة عشر عاماً، وقد كانت كل أفلام والت ديزني تحصل على تصنيف العرض العام، أو الإرشاد العائلي.

### صندوق الرجل الميت
قراصنة الكاريبي: صندوق الرجل الميت (بالإنجليزية: Pirates of the Caribbean: Dead Man's Chest)، هو فيلم مغامرات قراصنة من إنتاج 2006 وهو الجزء الثاني لسلسلة أفلام قراصنة الكاريبي ويأتي بعد النجاح الكبير للنسخة الأولى قراصنة الكاريبي: لعنة اللؤلؤة السوداء في صيف سنة 2003، وأخرجه نفس مخرج الجزء الأول ؛ المخرج جور فيربينسكي وأنتجه جيري بروكهايمر.

### في نهاية العالم
قراصنة الكاريبي: في نهاية العالم (بالإنجليزية: Pirates of the Caribbean: At World's End) هو فيلم مغامرات أنتج عام 2007, وهو الجزء الثالث من سلسلة أفلام قراصنة الكاريبي وقد سبقه لعنة اللؤلؤة السوداء (2003), صندوق الرجل الميت (2006). أخرج الفيلم جور فيربينسكي مخرج الفيلمين السابقين. الفيلم من بطولة جوني ديب في دور القبطان جاك سبارو وأورلاندو بلوم في دور ويل ترنر وكيرا نايتلي في دور إليزابيث سوان.

### في بحار غريبة
قراصنة الكاريبي: في بحار غريبة (بالإنجليزية: Pirates of the Caribbean: On Stranger Tides) هو فيلم مغامرات أمريكي تمّ عرضه في مايو 2011 باستخدام تقنية ال3D. وهو رابع أفلام السلسلة الناجحة قراصنة الكاريبي للمخرج روب مارشال.

### الرجال الاموات لا يحكون حكايات
في أكتوبر 2011، أكد المنتج جيري بروكهايمر عمله على نص جديد لجزء خامس من السلسلة. وفي مقابلة مع موقع موفي ويب صرح كيفن مكنيلي باحتمالية أن يبدأ إنتاج الفيلم في صيف 2012.في 29 مايو 2013
تم الإعلان عن احتمالية ان يقوم كلا من النرويجيين رونينج و ساندبرج باخراج الفيلم.و قد تقرر بدء الإنتاج في اواخر عام 2014 أو اوائل عام 2015 و وتم عرض الفلم في عام 2017 م